# Tameo Ide
Tameo Ide (27. november 1908, død 17. august 1998) var en japansk fodboldspiller.

## Japans fodboldlandshold
| Japans landshold | Japans landshold | Japans landshold |
| År               | Kmp              | Mål              |
| ---------------- | ---------------- | ---------------- |
| 1930             | 1                | 0                |
| Total            | 1                | 0                |